# Plac Michoels (Tel Awiw)
Plac Michoels (hebr. כיכר מיכאל'ס, Kikar Michoels) jest placem, który znajduje się w osiedlu Centrum Tel Awiwu w Tel Awiwie, w Izraelu.

## Położenie

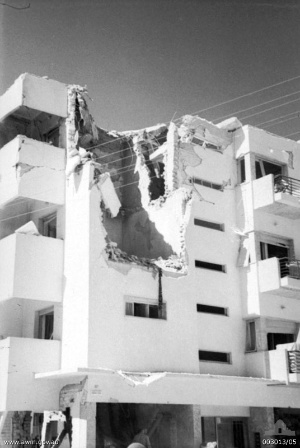
Zniszczenia po włoskim bombardowaniu, 9 września 1940 roku

Plac jest usytuowany na skrzyżowaniu ulic Bograshov, King George i Ben Syjon. W jego sąsiedztwie znajduje się centrum handlowe Centrum Dizengoffa.

## Historia

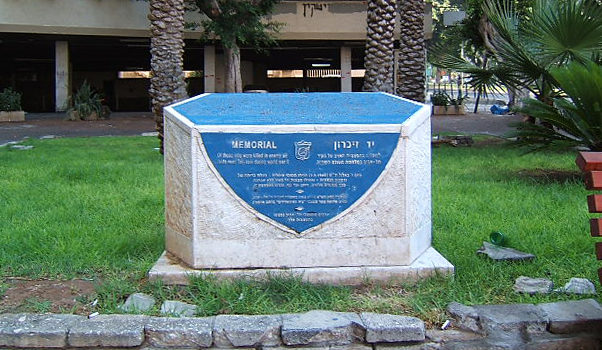
Pomnik ofiar bombardowań Tel Awiwu

Plac został założony w lipcu 1934 roku pod nazwą "Placu Założycieli".
Podczas II wojny światowej, w dniu 9 września 1940 roku włoskie lotnictwo przeprowadziło nalot na Tel Awiw. W jego wyniku zginęło 130 osób, a wiele zostało rannych. Większość zniszczeń miała miejsce w rejonie tego placu.
Dla upamiętnienia ofiar bombardowań miasta podczas II wojny światowej, na placu wystawiono symboliczny pomnik.
W 1942 roku zmieniono nazwę placu na obecną, oddając w ten sposób cześć Salomonowi Michoels, żydowskiemu aktorowi i reżyserowi ze Związku Radzieckiego. W 1949 roku na placu wystawiono pomnik oddający część założycielom miasta Tel Awiw.

## Wykorzystanie placu
W północno-wschodniej części placu znajduje się duży parking samochodowy.